# Percy Liza
Pour les articles homonymes, voir Liza.
Carlos Percy Liza Espinoza, mieux connu sous le nom de Percy Liza, né le 10 avril 2000 à Chimbote au Pérou, est un footballeur international péruvien évoluant au poste d'attaquant au Club Carlos A. Mannucci.

## Carrière

### En club
Formé au Sporting Cristal, il est considéré comme l'une des jeunes promesses du football péruvien,. Il remporte notamment deux Torneo de Promoción y Reserva (en) (le tournoi des équipes réserves au Pérou) en 2018 et 2019 avec le club avant d'être promu en équipe première à 18 ans, en avril 2019[réf. nécessaire].
En 2020, il participe à la Copa Libertadores U20, et remporte le championnat du Pérou avec le Sporting Cristal. L'année suivante, il s'octroie la Copa Bicentenario 2021 avec un grand protagonisme lors de la finale puisqu'il y marque un doublé donnant la victoire à son équipe. Il dispute en outre deux éditions à la fois de la Copa Libertadores (2021 et 2022) et de la Copa Sudamericana (2019 et 2021), pour un total de six matchs joués dans la première compétition et cinq matchs dans la deuxième,.
En 2022, il est prêté au Club Sport Marítimo du Portugal par le Sporting Cristal pour une durée d'un an avec option d'achat.

### En équipe nationale
Percy Liza fait ses débuts en équipe du Pérou lors d'un match amical face à la Bolivie, le 19 novembre 2022, en remplaçant Alex Valera en deuxième période.

## Palmarès
Sporting Cristal
| - Championnat du Pérou (1) : - Champion : 2020. - Vice-champion : 2021. |  | - Copa Bicentenario (1) : - Vainqueur : 2021. |